# بیلل ایت ملک
بیلل ایت ملک (انگلیسی: Bilel Aït Malek؛ زادهٔ ۱۹ اوت ۱۹۹۶) بازیکن فوتبال اهل فرانسه است.
از باشگاه‌هایی که در آن بازی کرده‌است می‌توان به باشگاه فوتبال لانس و باشگاه فوتبال الملعب تونس اشاره کرد.